# Zoo de Kharkiv
Le zoo de Kharkiv est une institution de recherche, de protection et culturelle ukrainienne. Il est classé au Registre national des monuments immeubles d'Ukraine sous le numéro 63-101-5010.

## Histoire
C'est l'un des plus anciens zoo de la Russie impériale, sa rénovation commence en 2016 et, en 2021, deux des quatorze parties sont ouvertes au public. Il a été créé par des enseignants sur l'un de ses jardins de l'université de Kharkiv. Les premiers animaux furent capturés dans la réserve Ascania-Nova et un aquarium fut ouvert ; l'aquarium est maintenant un terrarium.

## Galerie d'images

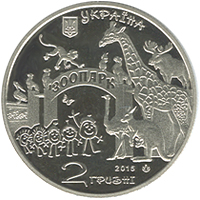
Pièce de 2 Hryvnia pour les cent-vingt ans du zoo.
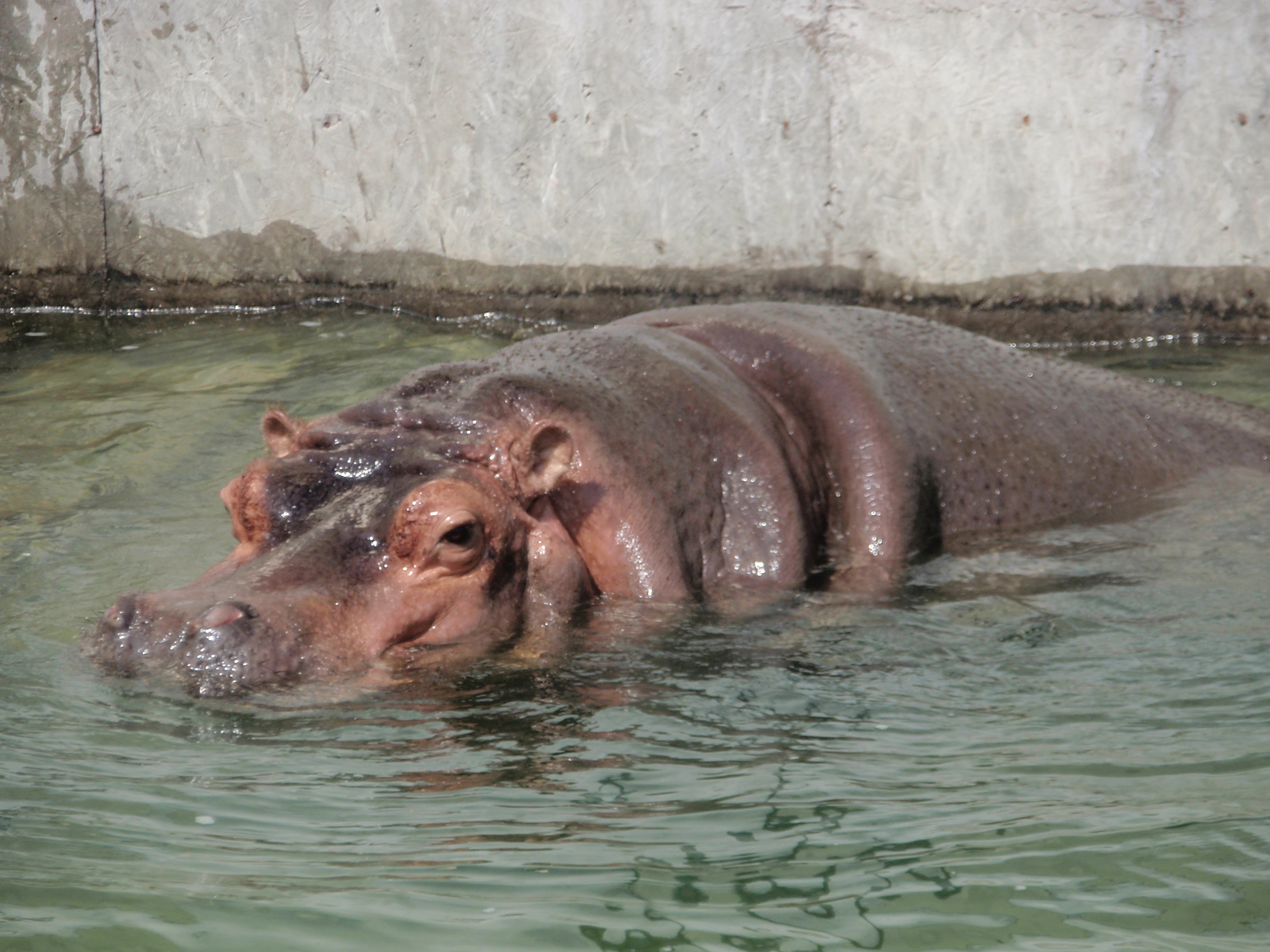
Hippopotame.
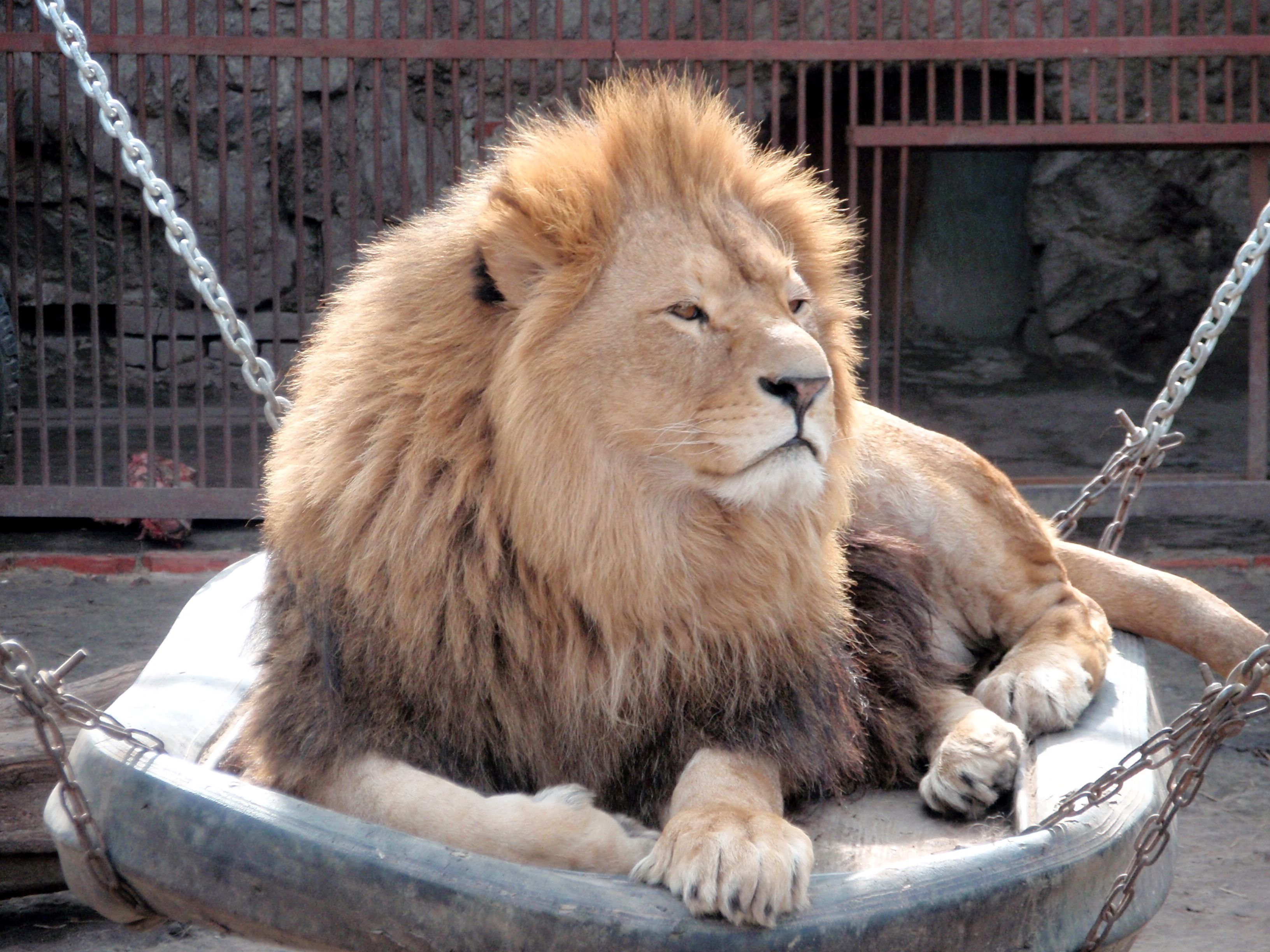
Lion.
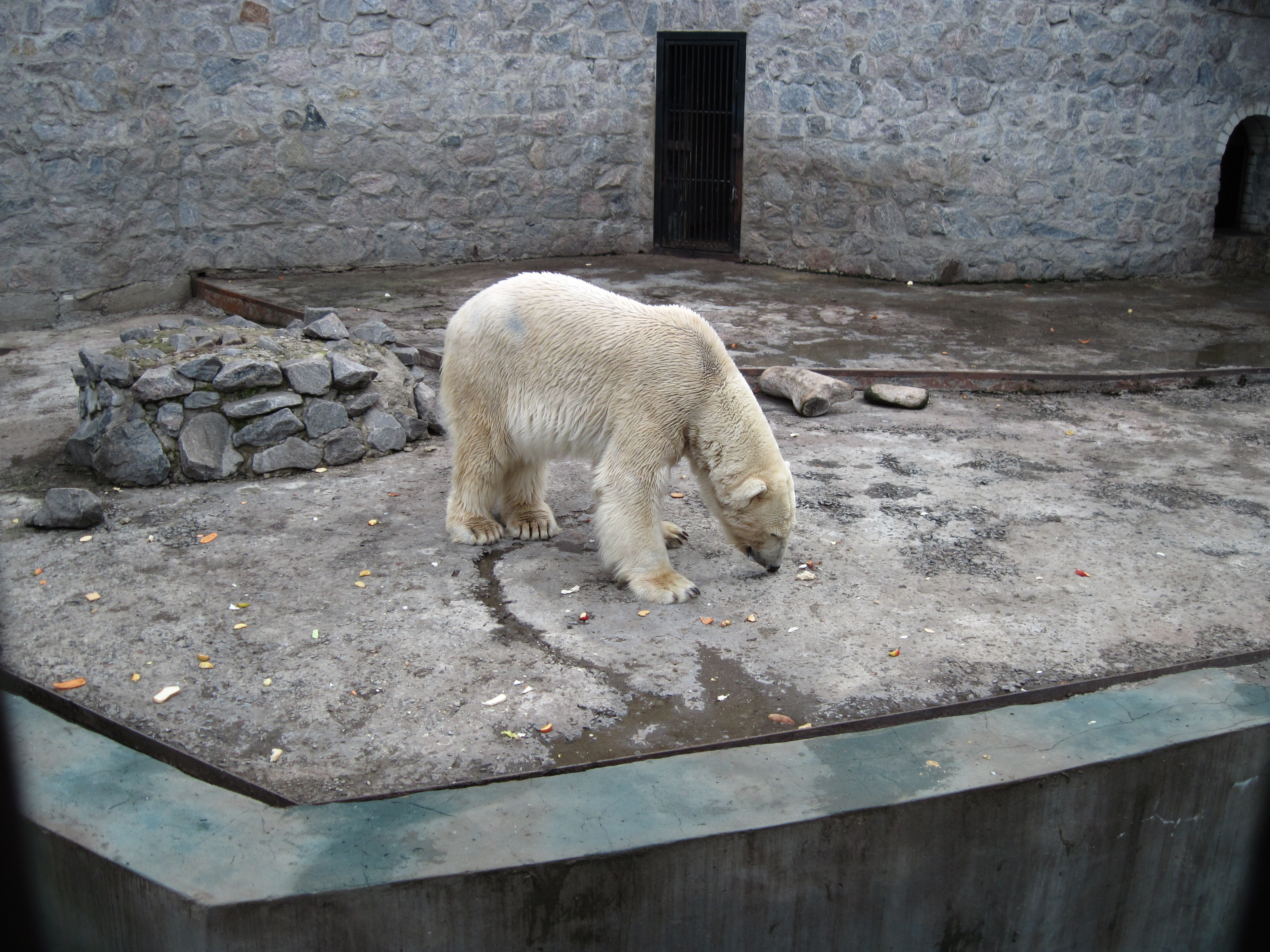
Ours blanc.